# برزیل
بِرِزیل (به پرتغالی: Brasil) با نام رسمی جمهوری فدراتیو برزیل (به پرتغالی: República Federativa do Brasil) یک کشور مستقل در قاره آمریکای جنوبی است. برزیل با مساحت ۸٬۵۱۵٬۷۶۷ کیلومتر مربع، پنجمین کشور پهناور و با جمعیت ۲۱۲٬۷۳۲٬۰۰۰ نفر، هفتمین کشور پرجمعیت در جهان است. پایتخت آن برازیلیا و زبان رسمی آن پرتغالی برزیلی است‌.
برزیل که منطقه وسیعی را بین مرکز آمریکای جنوبی و اقیانوس اطلس در بر می‌گیرد، شرقی‌ترین کشور قاره آمریکاست و با کشورهای اروگوئه، آرژانتین، پاراگوئه، بولیوی، پرو، کلمبیا، ونزوئلا، گویان، سورینام و گویان فرانسه هم‌مرز است. در حقیقت، برزیل به جز اکوادور و شیلی با تمامی دیگر کشورهای آمریکای جنوبی مرز مشترک دارد؛ و همچنین بزرگ‌ترین کشور قاره آمریکای جنوبی است.
برزیل دارای زمین‌های کشاورزی وسیع و جنگل‌های استوایی است؛ و با داشتن منابع طبیعی گسترده و نیروی کاری غنی قدرتمندترین اقتصاد آمریکای جنوبی است.
برزیل مستعمرهٔ امپراتوری پرتغال بود و این کشور تنها کشور قاره آمریکاست که مردم آن به زبان پرتغالی سخن می‌گویند. برزیل کشوری چندملیتی است و جمعیت آن متشکل از نژادهای اروپایی، سرخ‌پوستان آمریکا، آفریقائی و نیز آسیائی است. مذهب اصلی این کشور کاتولیک کلیسای رم است. بخش اعظم جنگل‌های آمازون در خاک برزیل واقع شده است (۶۰٪).

## نام
زبان پرتغالی برزیل فاقد هر گونه استاندارد رسمی در مورد تلفظ است، و با توجه به هر منطقه ممکن است تلفظ‌ها تغییر کند. تلفظ نام رسمی برزیل در پرتغالی اروپا به نحو زیر است: [ʁɛ. 'pu. âli.ka fɨ. ðɨ. ɾɐ. 'ti.vɐ du bɾɐ. 'ziɫ].
عموماً بر این اعتقاد هستند که نام این کشور برگرفته از pau-brasil است، نوعی درخت که مهاجران اولیه برای آن ارزش بسیاری قائل بوده‌اند، گرچه برخی بر این باورند که نام برزیل برگرفته از نام جزیره اسطوره‌ای برزیل است که در قرون وسطی در اروپا از آن بسیار یاد شده است.

## تاریخ
از حدود ده‌هزار سال قبل اقوام نیمه مهاجر در برزیل زندگی می‌کردند. با ورود پرتغالی‌ها در سال ۱۵۰۰، برزیل مستعمره شد. پرتغالی‌ها بردگانی از نقاط دیگر قاره آمریکا بدانجا آوردند. بیشتر بردگانی که به برزیل آمدند از آفریقا بودند.

### اعتراضات ۲۰۱۶–۲۰۱۵ برزیل
در اوایل سال ۲۰۱۵ رشته اعتراضاتی در برزیل علیه فساد و در محکومیت دولت رئیس‌جمهور دیلما روسف شروع شد. افشای این که سیاستمداران متعددی عموماً از حزب کارگران برزیل در خصوص دریافت رشوه از شرکت دولتی انرژی پتروبراس در معرض تحقیقات قرار دارند، اعتراضات را کلید زد و تعداد معترضان از یک تا ۳ میلیون نفر تخمین زده شد. معترضان به خیابان‌ها ریختند تا به این رسوایی و نیز وضع بد اقتصادی این کشور اعتراض کنند. در پاسخ دولت قوانین ضد فساد وضع کرد.

## جغرافیا

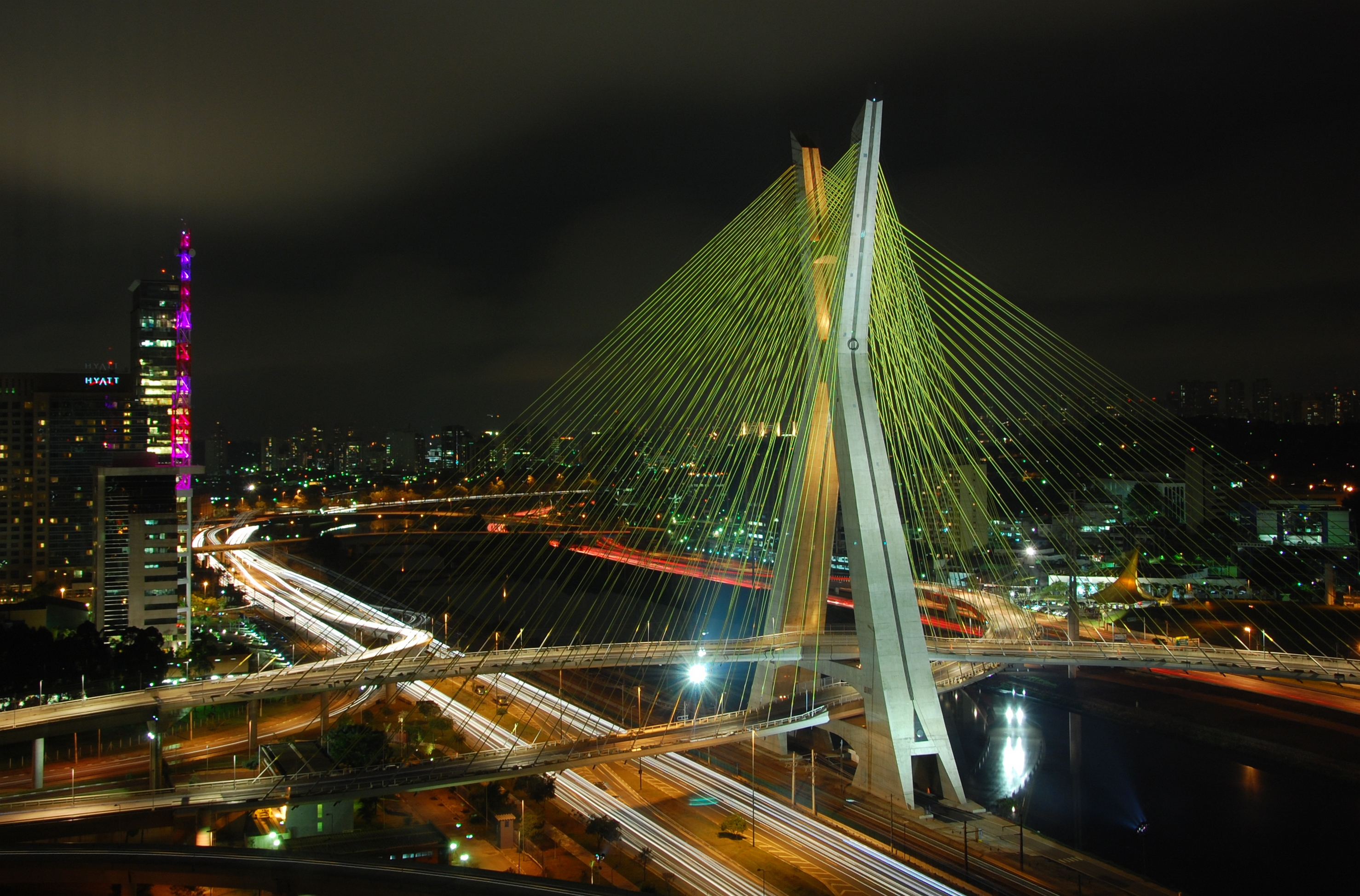
بزرگراه‌های سائوپائولو

برزیل محدوده‌ای وسیع از سواحل شرقی آمریکای جنوبی را اشغال کرده است و همچنین شامل مناطق بسیاری از مرکز این قاره نیز می‌شود؛ و با کشورهای اروگوئه در جنوب و آرژانتین و پاراگوئه در جنوب غربی همچنین با بولیوی و پرو در غرب و با کلمبیا در شمال شرقی همسایه است و با ونزوئلا و سورینام و گویان و در آنطرف آب با گویان فرانسه نیز در شمال مرز مشترک دارد. این کشور از شمال به نیمکره جنوبی کشیده شده است.
عواملی چون اندازه و آب و هوا و منابع طبیعی غنی این کشور را متمایز کرده است. برزیل پنجمین کشور از لحاظ وسعت در جهان بعد از کشورهای روسیه، کانادا، چین و آمریکا است؛ و در قاره آمریکا (شمالی و جنوبی) سومین کشور از لحاظ وسعت می‌باشد. وسعت این کشور ۸٫۵۱۱٫۹۶۵ کیلومتر است که ۵۵٫۴۵۵ کیلومتر آن را آب شامل می‌شود.

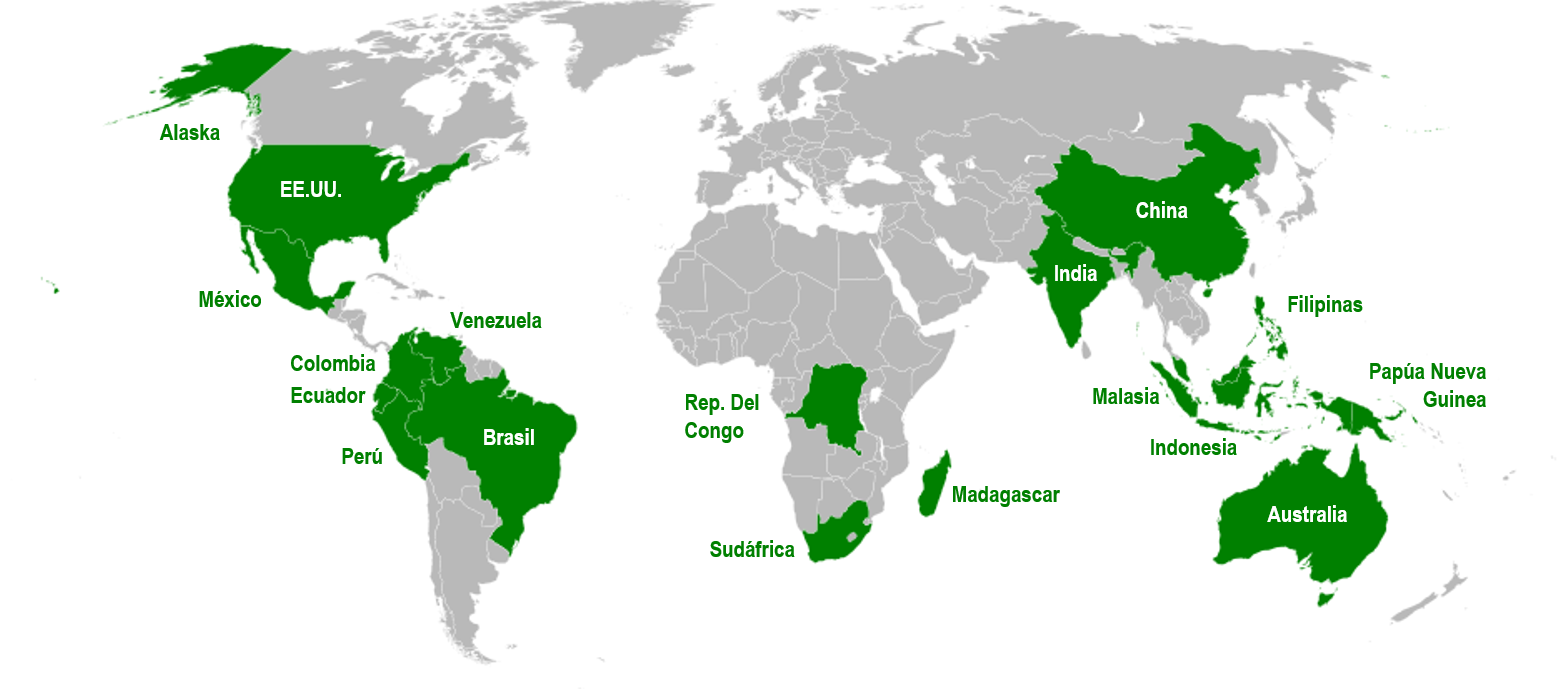
برزیل جزو کشورهای دارای تنوع زیستی کلان

عوارض زمین در برزیل نیز تنوع بسیار زیادی دارد که شامل تپه‌ها، کوه‌ها، جلگه‌های پست کوه‌ها و زمین‌های بایر است. ارتفاع بیشتر مناطق برزیل بین ۲۰۰ تا ۸۰۰ متر است. مناطق مرتفع اصلی بیشتر در قسمت جنوبی کشور قرار دارند و کلاً بخش جنوبی کشور ناهموارتر است. از دیگر ویژگی‌های جغرافیایی برزیل وجود رود آمازون در این کشور است که بزرگ‌ترین و پرآب‌ترین رود دنیا و دومین رود طویل جهان است. این رود به اقیانوس اطلس می‌ریزد.

### آب و هوا

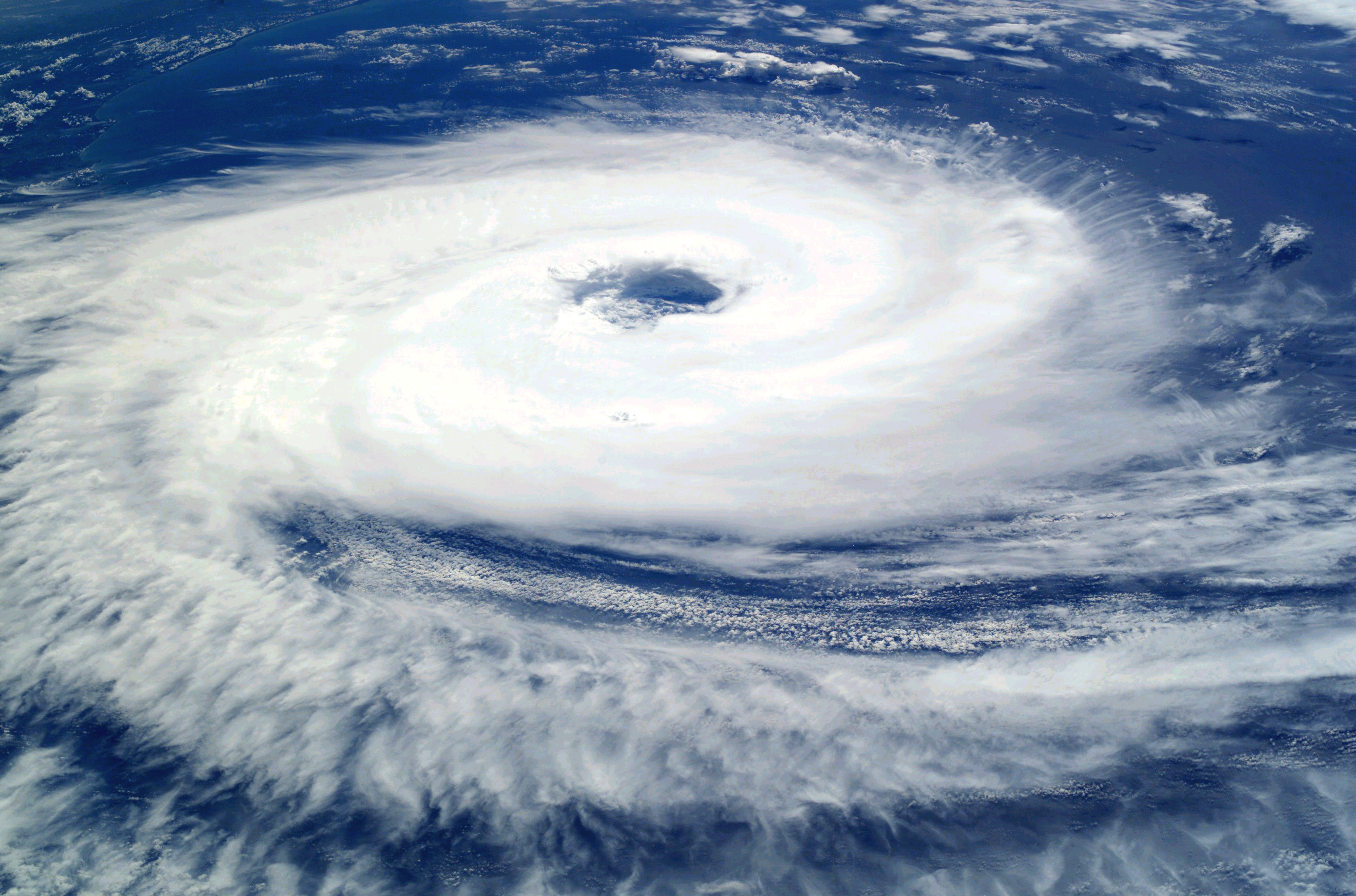
گردباد کاترینا در سال ۲۰۰۴

تنوع آب و هوایی زیادی در برزیل وجود دارد اما بخش بزرگی از آن گرمسیری است و پوشیده از جنگل‌های بارانی آمازون که در حوضه آب ریز رود آمازون به‌وجود آمده‌اند. با این حال برزیل دارای پنج آب و هواست که عبارتند از گرمسیری در مرکز، کوهستانی، نیمه خشک در شمال شرقی، استوایی در شمال و معتدل در جنوب. آب و هوای استوایی به صورت بسیار بارز در شمال این کشور دیده می‌شود این مناطق به صورت واقعی فصل خشک ندارد و در واقع فصل خشک آنجا تنها کمتر از فصل بارانی بارش دارد اما آن میزان بارش هم قابل توجه است.

### حیات وحش

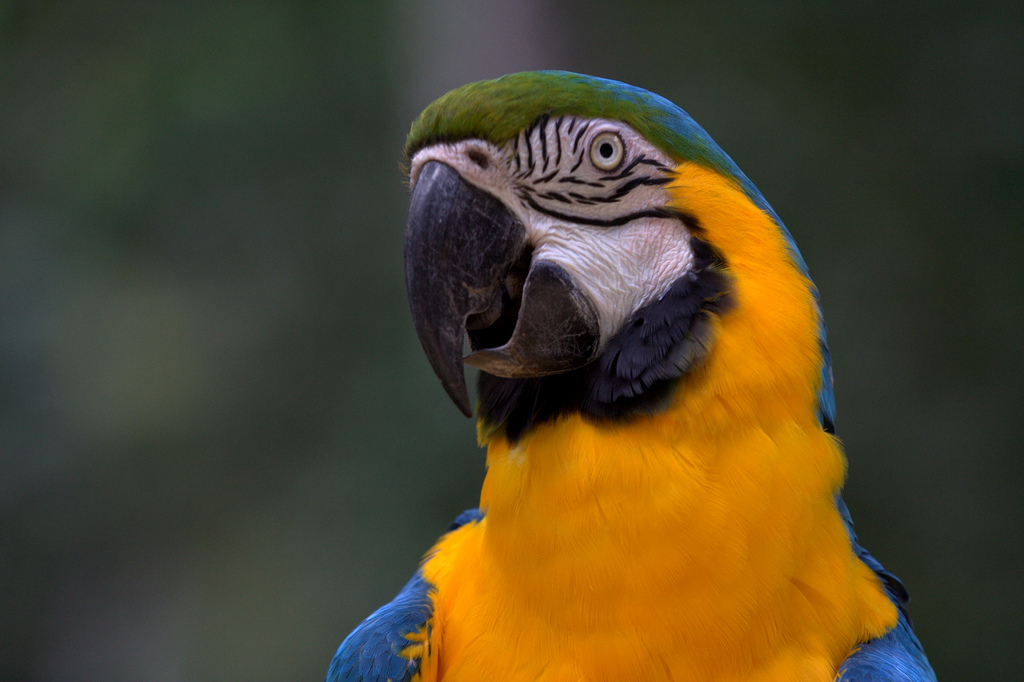
طوطی ماکائو آبی طلایی از پرندگان مختص برزیل

برزیل اکوسیستم متنوعی دارد و تنوع زیستی جانوری و گیاهی در این کشور بسیار زیاد است به‌طوری‌که کارشناسان انواع گیاهان و جانوران در این کشور را بالغ بر ۲ میلیون نوع تخمین زده‌اند. پستانداران بزرگ در این کشور شامل جگوار، لئو پارت که هر دو نوعی پلنگ هستند و خوک‌های وحشی، خوکان خرطوم دار، مورچه خوارها، تنبل‌ها، روباهها، اپوسوم و گورکن هستند. گوزن در جنوب برزیل به وفور یافت می‌شود و میمونها نیز در جنگل‌های پر باران شمالی زیست می‌کنند. اما در سالیان اخیر بسیاری از عوامل انسانی و اقدامات مانند ساخت بزرگراه، قطع درختان برای مصرف چوب آنها، کشاورزی و زراعت، استخراج معادن و ساخت سد که باعث زیر آب رفتن بخشی از دره‌ها شده است این اکوسیستم غنی را تهدید می‌کند.
برزیل با ۱۵٪ تا ۲۰٪ تنوع زیستی جهان بزرگ‌ترین تنوع زیست در میان تمامی کشورهای دنیا را دارد.

### تقسیمات کشوری
برزیل یک فدراسیون است که از ۲۶ ایالت و یک منطقه فدرال تشکیل شده، که در مجموع ۲۷ واحد فدرال را تشکیل می‌دهند.
ایالت‌ها
ایالات برزیل استقلال چشمگیری از دولت در نظام قانون‌گذاری، تأمین اجتماعی دولتی و نظام مالیاتی دولتی دارند. رهبری دولت هر ایالت را فرماندار در اختیار دارد که توسط آرای عمومی انتخاب شده و نیز هر ایالت دارای مجلس خاص خود نیز هست.
هر ایالت دارای شهرداری‌های خاص خود است که شهرداری‌ها نیز شورای قانون‌گذاری و شهردار خاص خود را دارند، که دارای استقلال بوده و از دولت فدرال و دولت ایالتی نیز مستقل هستند. یک شهرداری ممکن است چندین شهرک را نیز در بر بگیرد، اما این شهرک‌ها فاقد دولتی مستقل هستند.
قوه قضائیه در سطح ایالتی و فدرال در مناطق سازمان‌دهی یافته و «کومارکاس» نامیده می‌شود. هر "کومارکاً ممکن است شامل چندین شهرداری باشد.

### شهرهای مهم
شهرهای مهم برزیل عبارتند از: ریودوژانیرو، برازیلیا، سائوپائولو، سالوادور و پارا.

## اقتصاد

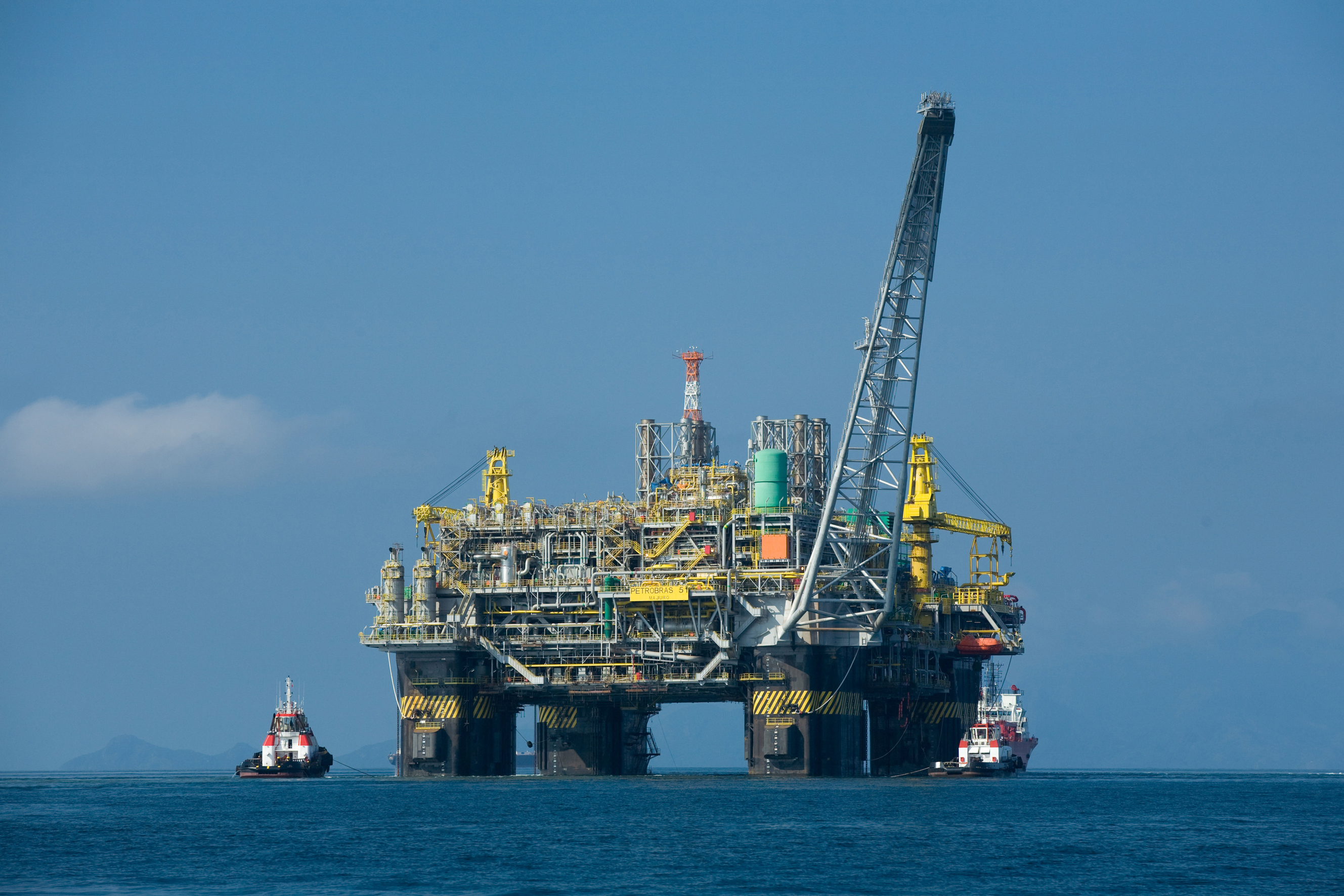
سکوی نفتی-گازی پی-۵۱ متعلق به پتروبراس بزرگ‌ترین شرکت برزیل

برزیل با در اختیار داشتن بخش‌های گسترده و توسعه یافته کشاورزی، معدن، تولید، خدمات و نیز نیروی کار، دارای تولید ناخالص داخلی (برابری قدرت خرید) بیش از سایر کشورهای آمریکای لاتین است و این امر برزیل را تبدیل به قدرت اقتصادی منطقه کرده است. برزیل در حال گسترش حضور خود در بازارهای جهانی است. مهم‌ترین صادرات برزیل را هواپیمای دارای بال ثابت، قهوه، وسایل نقلیه، سویا، سنگ معدن آهن، آب پرتقال، فولاد، منسوجات، کفش، گوشت و تجهیزات برقی تشکیل داده است.
واحد پول این کشور رئال برزیل است. هر رئال معادل ۰٫۱۶ دلار آمریکا و هر دلار معادل ۶٫۱ رئال است. (ژانویه ۲۰۲۴).
مجموع صادرات برزیل در سال ۲۰۲۰ حدود ۲۲۵ میلیارد دلار و واردات آن حدود ۱۷۷ میلیارد دلار بوده است.

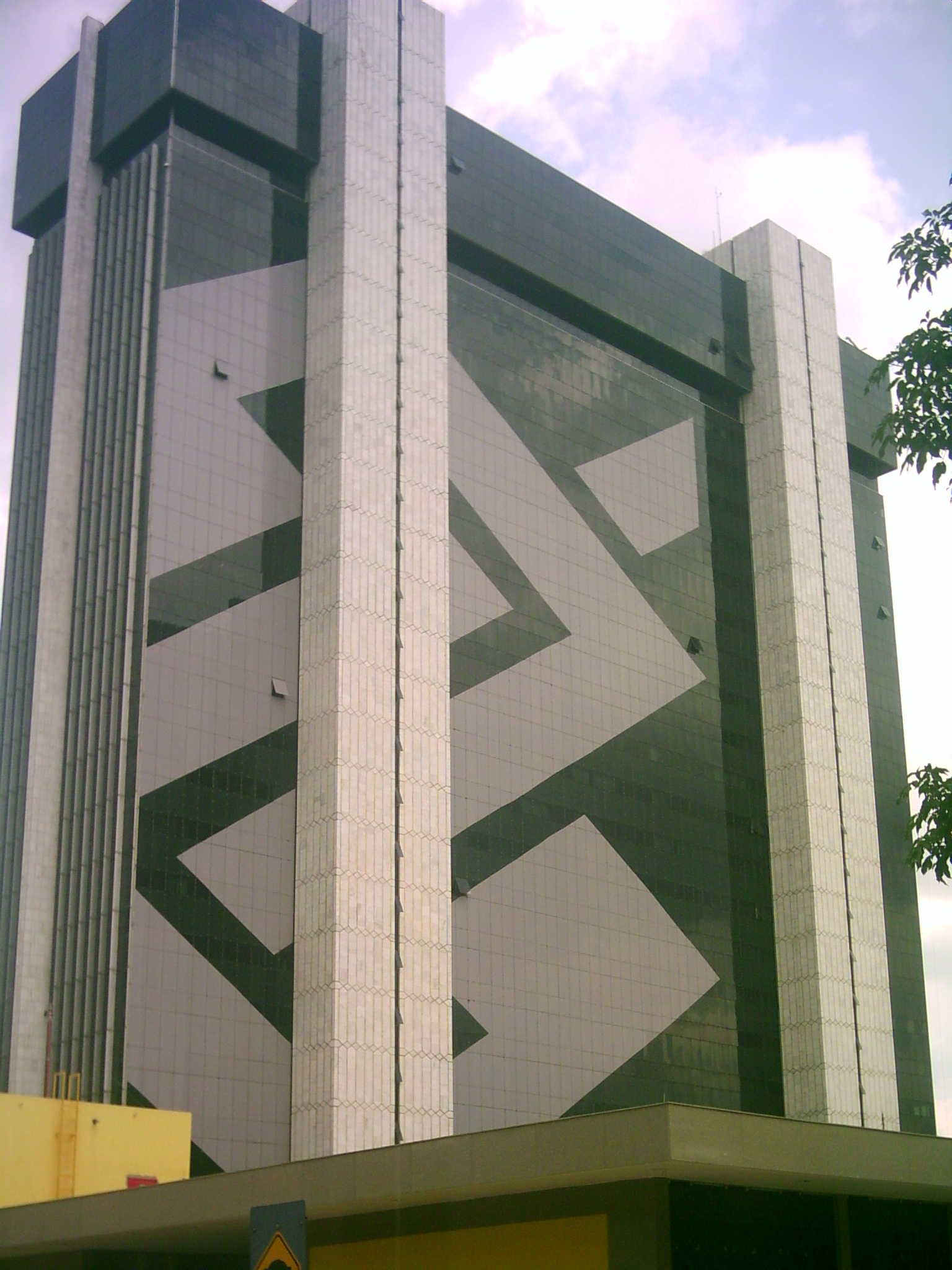
ساختمان شعبه مرکزی بانکو دو برزیل، در برازیلیا

بر اساس گزارش صندوق بین‌المللی پول و بانک جهانی، برزیل نهمین اقتصاد بزرگ جهان از نظر برابری قدرت خرید و یازدهمین قدرت اقتصادی جهان از نظر نرخ داد و ستد بازار است. برزیل دارای اقتصاد متنوع درآمد متوسط است و نیز دارای تنوع از نظر سطح توسعه است. بیشتر بخش صنعتی این کشور در بخش‌های جنوب و جنوب شرقی این کشور تجمع یافته است. منطقه شمال شرقی فقیرترین منطقه برزیل است، اما این منطقه نیز در حال جذب سرمایه‌گذاری‌های جدید است.
برزیل دارای پیشرفته‌ترین بخش صنعتی در آمریکای لاتین است. صنایع برزیل که یک سوم تولید ناخالص داخلی این کشور را به خود اختصاص داده است، از صنایع خودروسازی تا صنایع فولاد، پتروشیمی، رایانه، هواپیما، و نیز کالاهای مصرفی بادوام را شامل می‌شود. با توجه به افزایش ثبات اقتصادی که ماحصل اجرای طرح رئال است، بخش‌های تجاری برزیل و نیز واحدهای تجاری چند ملیتی سرمایه‌گذاری گسترده‌ای در تجهیزات و فناوری جدید کرده‌اند، که بخش عمده آن از شرکت‌های آمریکای شمالی خریداری شده است. پتروبراس بزرگ‌ترین و قوی‌ترین شرکت نفتی برزیل است.
برزیل دارای صنعت گسترده و پیچیده خدمات نیز هست. در اوایل دهه ۱۹۹۰، بخش بانکداری ۱۶ درصد از تولید ناخالص داخلی برزیل را به خود اختصاص داد. صنایع خدمات مالی برزیل گرچه با تحول عمده‌ای روبرو شده است، اما این صنعت محصولات متنوعی در اختیار واحدهای بازرگانی محلی قرار داده و در حال جذب شرکت‌های جدید بسیاری از جمله شرکت‌های مالی ایالات متحده آمریکاست. بورس اوراق بهادار سائوپائولو و ریو دو ژانیرو در حال ادغام هستند.

### دانش و فناوری

نسبت درصد سهم ایالات‌های برزیل از سرمایه‌گذاری بر علم و فناوری

برخی از کانون‌های فناوری برزیل در سائو خوزه دوس کومپوس، کامپیناس، سائو کارلوس، ریودوژانیرو، کوریتیبا، پورتو آلگر، بلو هوریزونته، رسیف و سائوپائولو واقع شده است.
فناوری اطلاعات در برزیل یکی از پیشرفته‌ترین انواع خود در جهان است. فناوری اطلاعات در برزیل با توجه به بازار داخلی، به‌عنوان پیشرو خدمات مالی، صنایع دفاعی، مدیریت روابط مشتری، دولت الکترونیک، و مراقبت بهداشتی در نظر گرفته می‌شود.
دولت برزیل در حال تلاش برای انتقال از نرم‌افزارهای انحصاری به نرم‌افزارها و سیستم عامل‌های رایگان است اما تاکنون موفقیت چندانی در این زمینه به دست نیاورده است.

## گردشگری

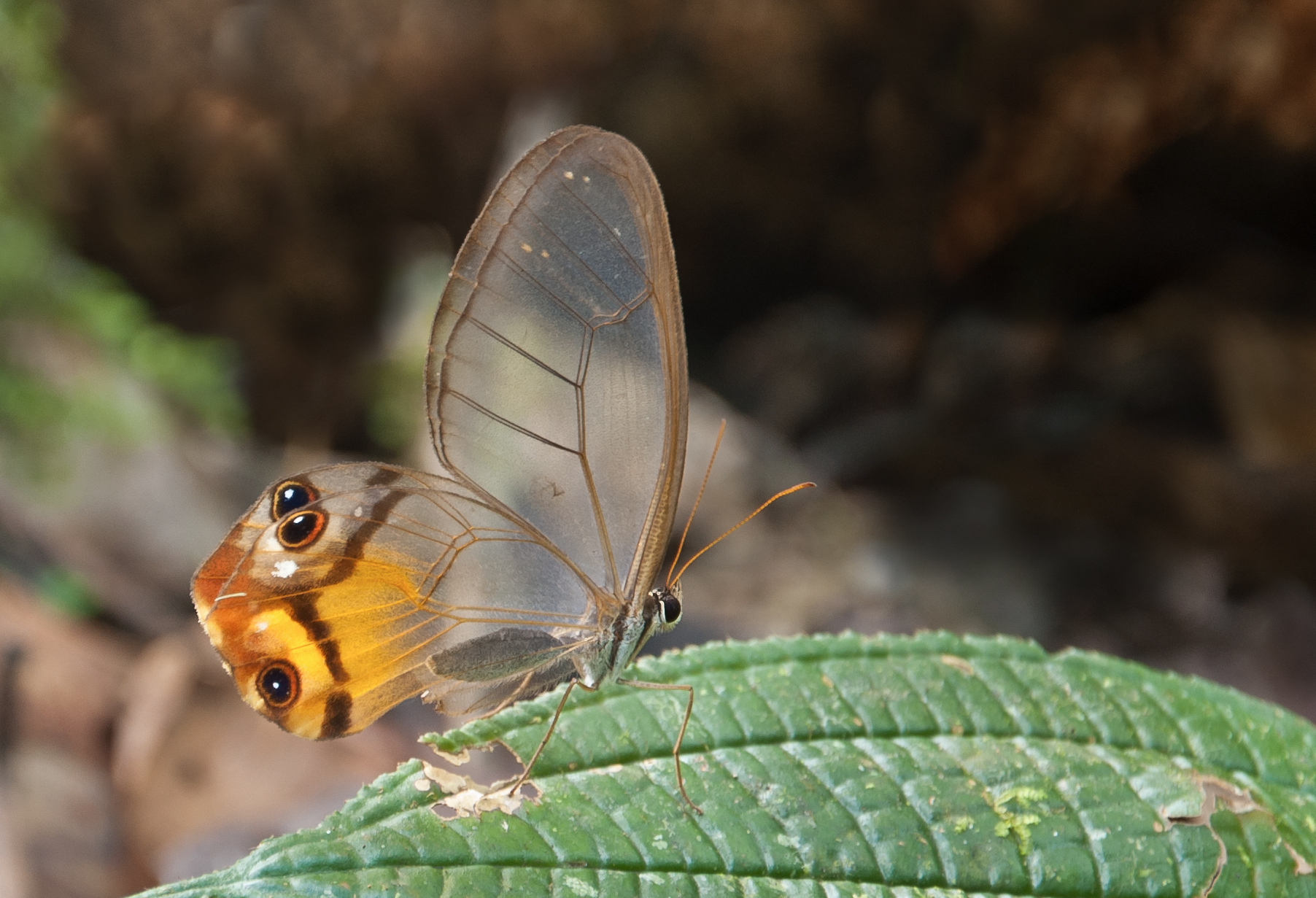
روح کهربایی پروانه‌ای که در برزیل زندگی می‌کند.

برزیل، بزرگ‌ترین کشور آمریکای جنوبی تقریباً نیمی از این قاره را اشغال کرده است. سواحل شن سفید، جزایر گرمسیری، کلان‌شهرهای پر از موسیقی و رقص و رنگ و شهرهای استعماری جذاب در ۷۵۰۰ کیلومتر خط ساحلی طولانی قرار دارند.
برزیل، در سال ۱۵۰۰ تبدیل به یک کلونی پرتغالی شد که به مدت ۳۰۰ سال تحت حکومت پرتغال قرار داشت. امروزه باقی مانده‌های این میراث در سراسر شهرهای تاریخی استعماری مشهود است. نفوذ قدرت استعماری پرتغال را می‌توان در معماری، هنرهای تزئینی مانند کاشی‌های لعابی در کلیساها، صومعه‌ها و حتی زبان آنها به وضوح دید.
برای گردشگران، برزیل هم بهشتی گرمسیری و هم یک مقصد فرهنگی مهیج با جاذبه‌هایی برای همه سلیقه هاست. از هتل‌های ساحلی و سیاحت در جنگل‌ها گرفته تا موزه‌های هنر جهانی و ریتم‌های پالس کارناوال برزیل.
از جمله جاذبه‌های توریستی برزیل می‌توان به آبشارها، تالاب‌های پر از حیات وحش و بیابان‌های بکر و جنگل‌های دست نخوردهٔ آمازون که در آن چندین قبیله بدون هیچ ارتباطی با سایر نقاط جهان جدا از هم زندگی می‌کنند، اشاره کرد.
- شوگر لوف(Sugar Loaf)

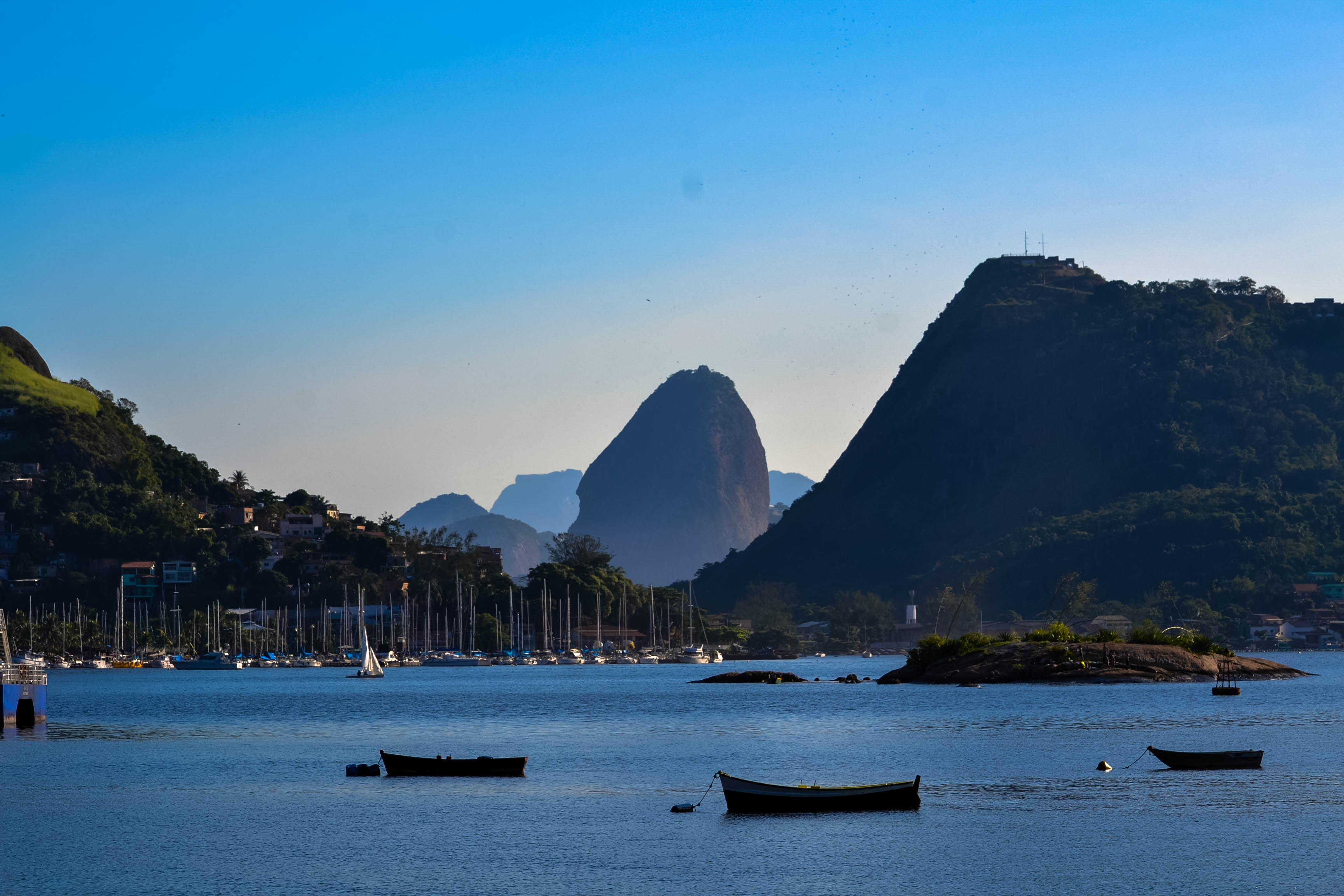
شوگر لوف

شوگر لوف کوهی است مانند کله قند که مانند یک نشان به راحتی از هر جایی در ریو دو ژانیرو قابل تشخیص است. اطراف این کوه که حدود ۶۰۰ میلیون سال پیش شکل گرفته است، تماماً پوشیده از درختان کاج است. قلهٔ این کوه به دلیل چشم‌انداز پانوراما به شهر و تله کابین هیجان انگیزش یکی از زیباترین و مهترین جاذبه‌های گردشگری برزیل به‌شمار می‌رود.
شما می‌توانید تمام شهر ریو را با زیبایی هر‌چه تمام تر ببینید و هیجان سوار شدن بر تله کابین بین کوه شوگر لوف و مورا دا اورکا را تجربه کنید. چشم‌اندازهای فوق‌العاده ایاز فراز کوه قابل مشاهده هستند، برای مثال ساحل معروف کوپاکابانا از آن بالا پیداست. هیچ‌گاه نمی‌توان از هیچ نقطهٔ دیگری چنین چشم‌اندازی را مشاهده کرد.
- تندیس مسیح منجی (Christ the redeemer)

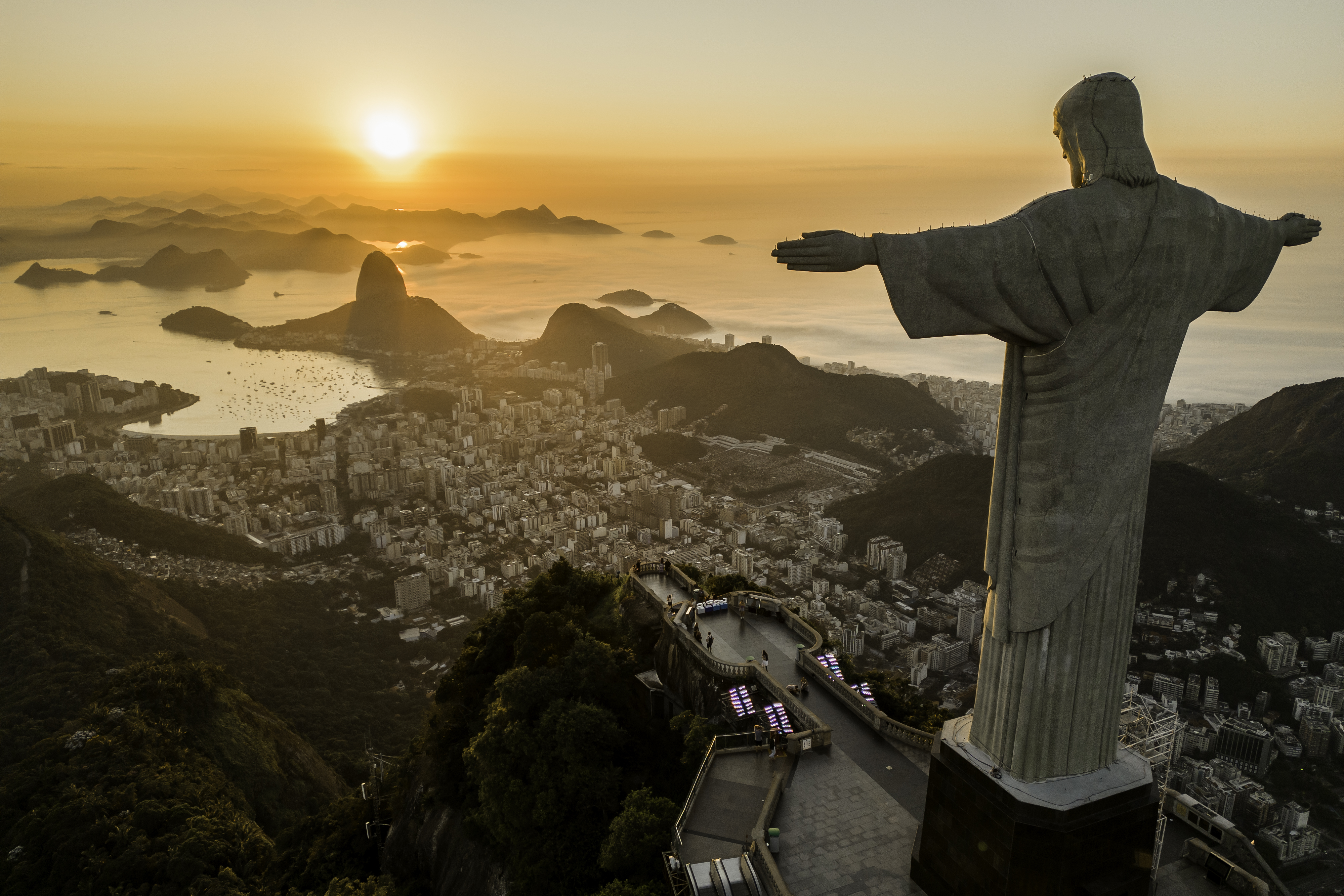
تندیس مسیح یکی از پربازدیدترین مکان‌های گردشگری در برزیل

تندیس مسیح یکی از جذاب‌ترین نقاط گردشگری ریو دو ژانیرو است که در بالای کوه کورکووادو قرار دارد. تندیسی که در آن مسیح ناجی با بازوان گشوده بر روی خلیج گوانابارا تمامی مردم جهان و اهالی شهر ریو را در آغوش می‌گیرد. این تندیس بزرگ‌ترین و معروف‌ترین تندیس از عیسی مسیح در جهان است و در لیست عجایب هفتگانه جدید نیز قرار گرفته است. این مجسمه ۷۱۰ متر بالاتر از سطح دریا قرار گرفته است، جایی که هر کسی می‌تواند از یکی از زیباترین مناظر شهر لذت ببرد.
جنگل‌های آمازون
کلیسای جامع برازیلیا
پلورینیو، سالوادور

## مردم
همچنین ببینید: زبان پرتغالی برزیل

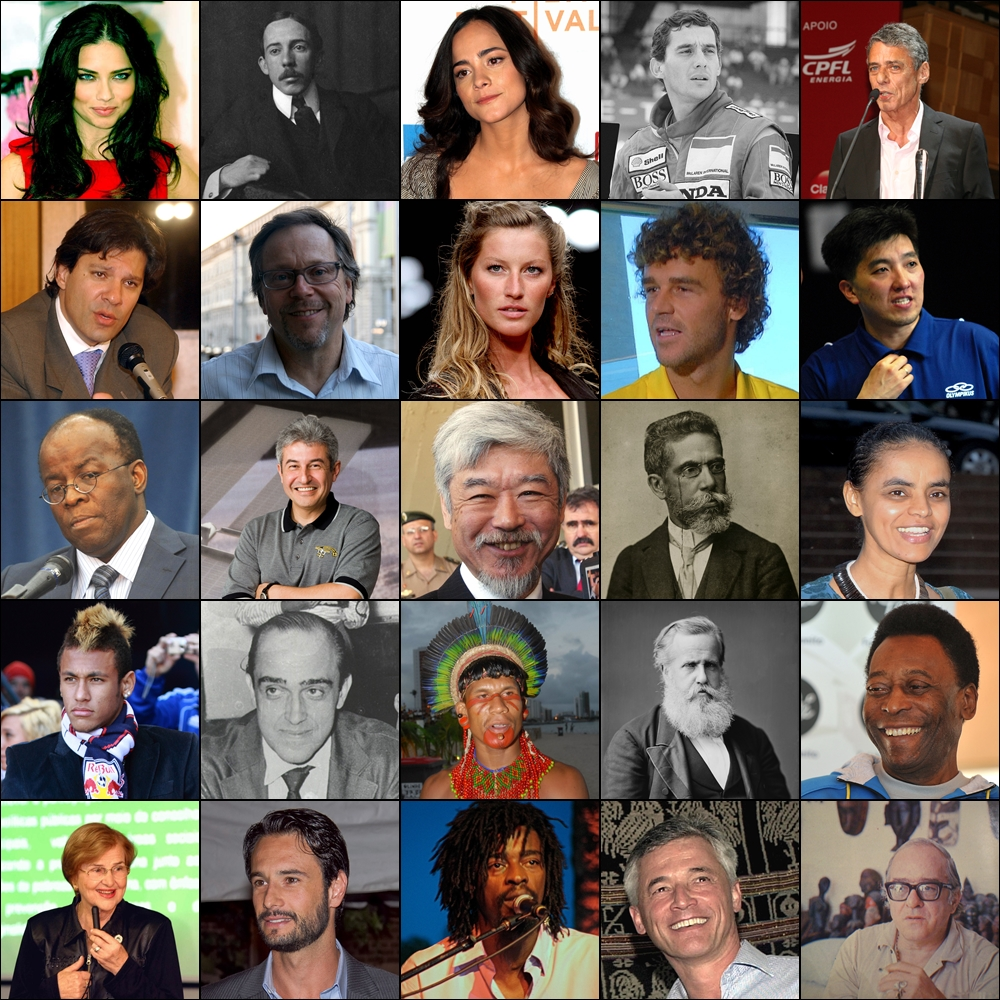
برخی از مشاهیر برزیل

برزیل دارای تنوع زیستی بسیار زیادی است، و بسیاری از نژادها و گروه‌های قومی را درخود جای داده است. در کل، برزیلی‌ها نوادگان چهار گروه مهاجر هستند:
- سرخ‌پوستان آمریکا، بومیان برزیل، که نوادگان گروه‌های انسانی هستند که در حدود ۹۰۰۰ سال پیش از میلاد مسیح، از سیبری به سمت برزیل مهاجرت کردند و با عبور از تنگه برینگ به برزیل رسیدند.
- استعمارگران پرتغالی، که از زمان کشف برزیل در سال ۱۵۰۰ تا زمان استقلال این کشور در سال ۱۸۲۲به این کشور مهاجرت کردند.
- بردگان آفریقایی که از سال ۱۵۳۰ تا پایان دوران انتقال برده در سال ۱۸۵۰ به برزیل وارد شدند.
- گروه‌های متنوع مهاجران از اروپا، آسیا و خاورمیانه که در اواخر سده نوزدهم و اوایل سده بیستم به برزیل پا گذاشتند.

## فرهنگ

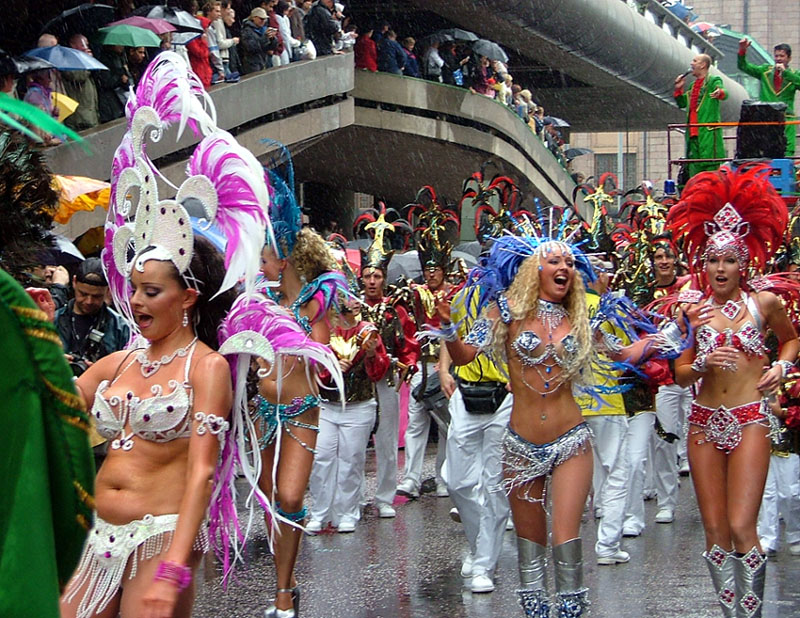
رقص سامبا در کارناوال برزیل

موسیقی برزیل مانند مردمانش متنوع است. مشهورترین نوع موسیقی برزیل سامبا است. در دهه ۱۹۵۰ و ۱۹۶۰ نوعی موسیقی به نام بوسانوا در ساحل‌های ریو دو ژانیرو شکل گرفت. نوازندگانی مانند استن گتز با بردن این موسیقی به آمریکا آن را جهان‌گیر کردند. آهنگ «دختری از ایپانما» ساخته آنتونیو کارلوس ژوبیم معروف‌ترین بوسانوای برزیل است و به آهنگی استاندارد تبدیل شده است.
هایتور ویا-لوبوس آهنگساز برزیلی نیز با آمیختن نغمه‌های محلی برزیل با روش‌های موسیقی کلاسیک معروف‌ترین آهنگساز موسیقی مدرن برزیل است.
چند چیز برزیل را در دنیا به شهرت رسانده است: یکی در فوتبال که تیم ملی این کشور با داشتن نوابغی مانند «پله» تا رونالدینیو و پنج دوره قهرمانی در جام جهانی، دنیا را محو هنر ستارگان بی‌مانند خود کرده است. دیگری قهوه برزیل؛ که این کشور بزرگ‌ترین تولیدکننده و صادرکننده انواع و اقسام قهوه به تمام دنیا می‌باشد.
در ضمن جشن کارناوال برزیل که همه ساله در ایام نخستین سال جدید میلادی در شهرهای این کشور به‌وسیله گروه‌های گوناگون اجرا می‌شود بسیار مشهور می‌باشد.

### مذهب
نمودار دایره‌ای از درصد ادیان در برزیل (آمار سال ۲۰۱۰)
بر اساس سرشماری IGBE
- ۷۴ درصد از مردم برزیل کاتولیک هستند. برزیل دارای بیشترین شمار کاتولیک‌ها در بین کشورهای جهان است.
- شمار پیروان مذهب پروتستان در حال افزایش است، این شمار در سال ۱۳۸۸ خورشیدی به ۴/۱۵ درصد می‌رسید.
- ۴/۷ درصد از جمعیّت برزیل خود را بی‌دین می‌دانند.
- روح گرایان ۳/۱ درصد از جمعیت برزیل را تشکیل می‌دهند (حدود ۳/۲ میلیون نفر).
- ۸/۱ درصد طرفداران دیگر مذاهب هستند. برخی از این مذاهب عبارت‌اند از کلیسای عیسی مسیح قدیسان آخر الزمان(۹۰۰٬۰۰۰ نفر)، شاهدان یهوه (۶۰۰٬۰۰۰ نفر)، بوداگرایی (۲۱۵٬۰۰۰ نفر)، یهودیت ۲۳۰٬۰۰۰ نفر، و اسلام ۲۷٬۰۰۰ نفر.[۱۷]
- ۰/۳ درصد از مذاهب سنتی آفریقا همچون کاندومبله، ماکومبا، و اومباندا.
- برخی به ترکیبی از مذاهب مختلف، همچون کاتولیک، کاندومبل، و مذهب بومیان آمریکا اعتقاد دارند.

### ورزش

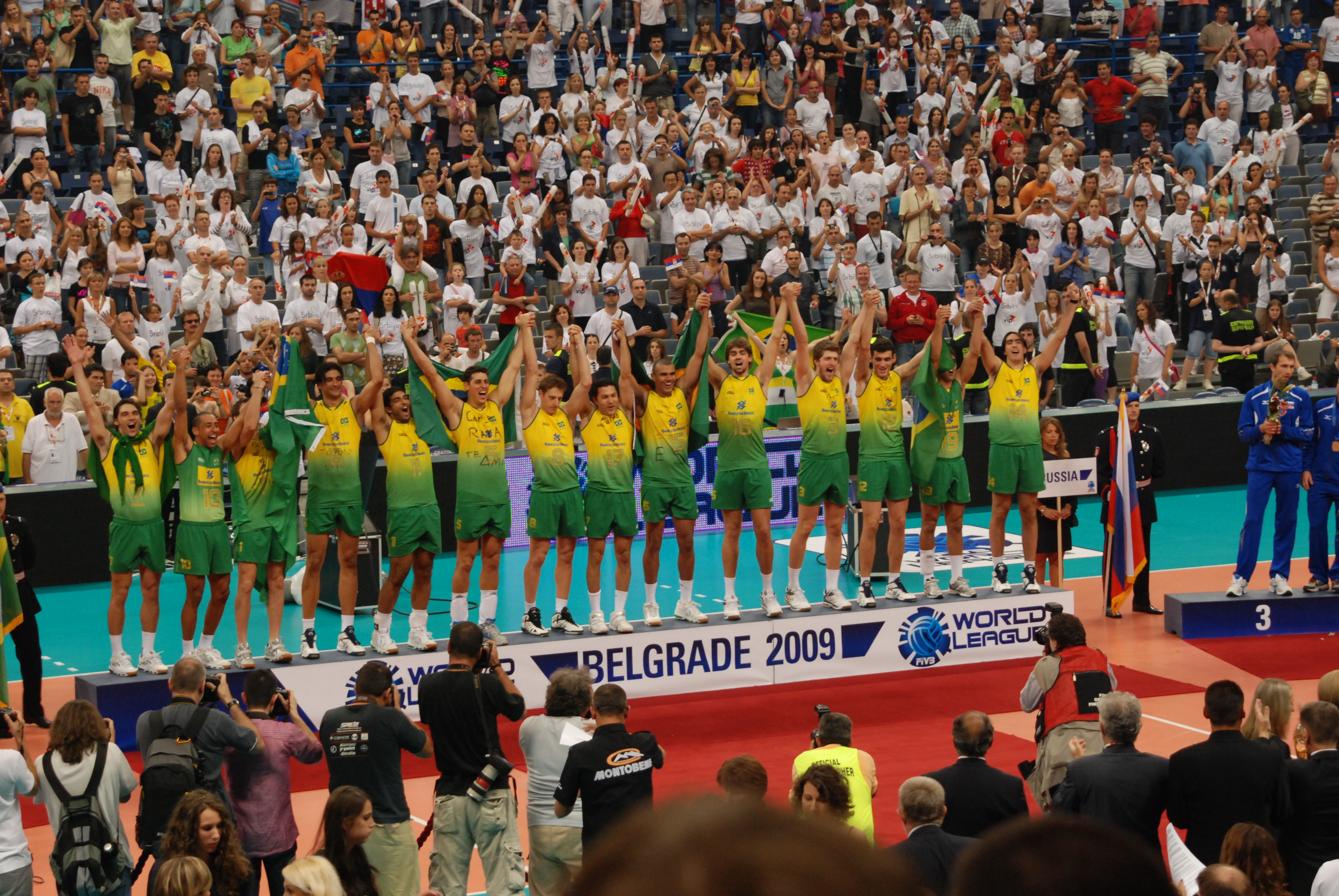
رقابت تیم ملی والیبال برزیل در مقابل تیم ملی والیبال صربستان در ورزشگاه مملو از جمعیت اشتارک آرنا با ۲۲۶۸۰ تماشاگر رکورد یک رویداد ورزشی را شکست. برزیل در این مسابقهٔ هیجان انگیز با نتیجه ۳–۲ (۲۲–۲۵، ۲۵–۲۳، ۲۵–۲۲، ۲۳–۲۵، ۱۵–۱۲) صربستان میزبان را شکست داد و قهرمان لیگ جهانی ۲۰۰۹ شد.

محبوب‌ترین ورزش در برزیل فوتبال است؛ و برزیل شهرت بسیاری به خاطر فوتبالیست‌های مشهور خود دارد. از جمله آنان می‌توان این افراد را نام برد: لئونیداس داسیلوا، ماریو زاگالو، پله، گارینچا، جرزینیو، روبرتو ریولینو، کارلوس آلبرتو تورس، زیکو، سوکراتس، کاره کا، دونگا، رای، برانکو، روماریو، به به تو، جرجینیو، کلودیو تافارل، رونالدو، ریوالدو، کافو، روبرتو کارلوس، جیووانی البر، جونینیو پرنامبوکانو، آدریانو (بازیکن فوتبال، زاده ۱۹۸۲)، دیگو ریباس، روبینیو، رونالدینیو، کاکا، پاتو، نیمار، فیلیپه کوتینیو. تیم ملی فوتبال برزیل «سلسائو»، پنج بار تاکنون جام جهانی فوتبال را از آن خود کرده است. والیبال دومین ورزش محبوب این کشور است و تاکنون سه بار قهرمانی جهان، دو بار قهرمان جام جهانی، ده بار قهرمان لیگ جهانی و دو بار هم قهرمانی المپیک را به دست آورده است. جیبا مشهورترین والیبالیست برزیلی است.
برزیل در دیگر ورزش‌های بین‌المللی نیز به موفقیت‌هایی دست یافته است، که مهم‌ترین آنان عبارت‌اند از
بسکتبال، تنیس، ژیمناستیک و مسابقات اتومبیل‌رانی فرمول یک.
- فوتبال ساحلی، که در سواحل ریودوژانیرو پای گرفته است.
- بوسابال، ترکیبی از والیبال، فوتبال و کاپوئیرا، که بر روی پلاستیک یا تور انجام می‌شود.
- فوتوالی، ترکیبی از فوتبال و والیبال، که بر روی شن نیز آن را بازی می‌کنند.
- فوتسال، یا فوتبال سالنی، گونه رسمی فوتبال داخل سالن
- جیو-جیتسوی برزیل، که یک شاخه از جودوی ژاپن است.
- وال تودو، یک ورزش رزمی
- کاپوئیرا، یک هنر رزمی برگرفته از ورزش‌های آفریقا.
- بریبول، یک نوع والیبال آبی.

## سیاست

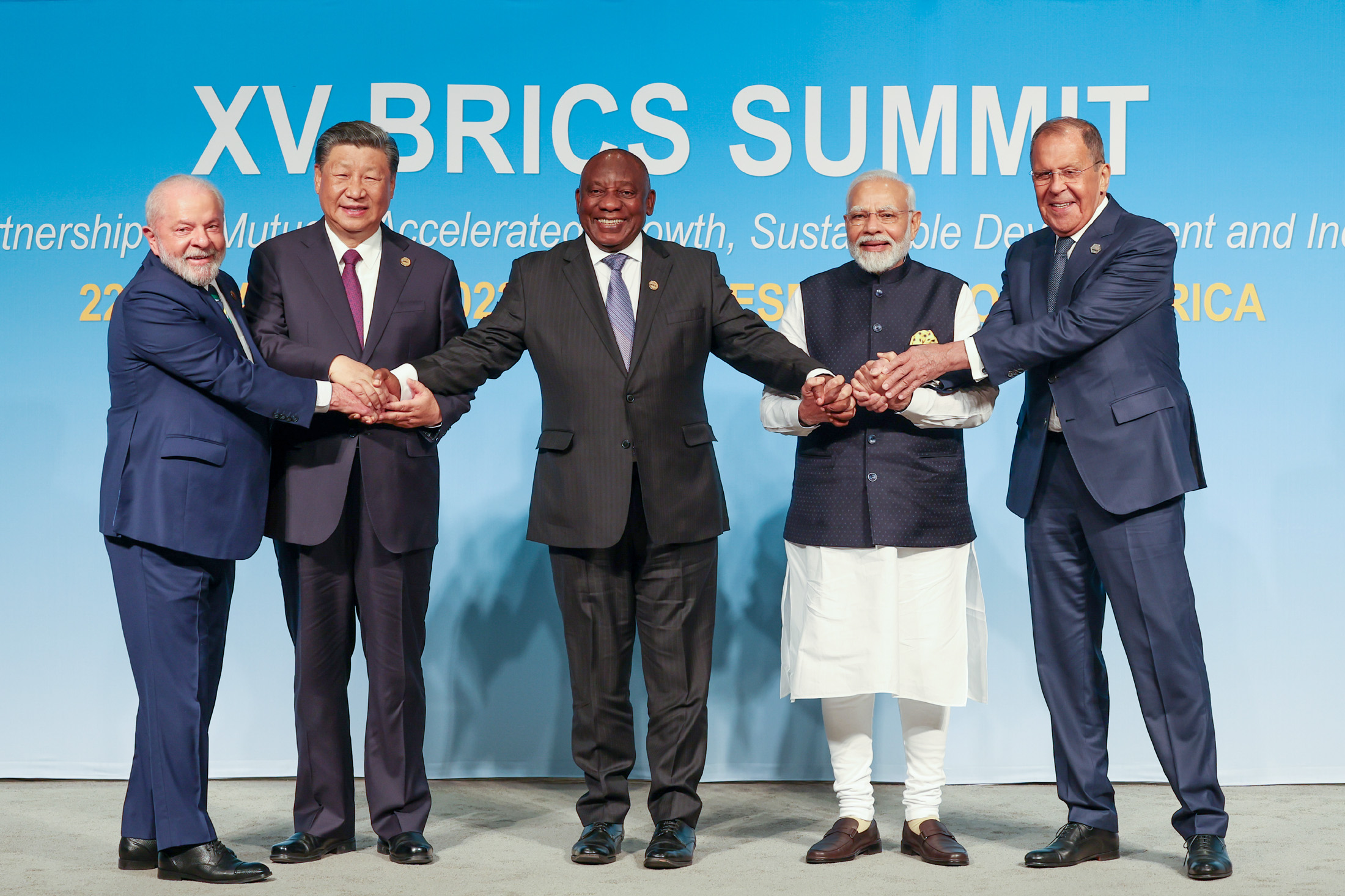
لولا دا سیلوا یکی از اصلی‌ترین رهبران گروه بریکس در ۲۰۲۳

تا قبل از ۱۹۶۴ دوازده حزب موجود بود که به‌وسیله حکومت دیکتاتوری برانکو ممنوع از فعالیت شدند. حزب کارگر در قبل از آن هم یعنی در دهه ۱۹۳۰ و ۱۹۴۰ وضعیت خوبی نداشت. آن زمان حکومت نیمه فاشیستی وارگاش و ونوو قانون کوربوراتیویستی را بر آن حزب تحمیل کرد. به هر حال در ۱۹۶۴ دو حزب اتحاد ملی و جنبش دمکراتیک ملی رسماً از طرف دولت اعلام شد. هم‌اکنون کشور برزیل در زمره کشورهای دموکراتیک قرار دارد که انتقال قدرت در آن انجام می‌شود.
شکل حکومت یک جمهوری فدرال دموکراتیک با سیستم ریاستی است. رئیس‌جمهور هم رئیس کشور و هم رئیس دولت اتحادیه است و برای یک دوره چهار ساله با امکان انتخاب مجدد برای دومین دوره متوالی انتخاب می‌شود. رئیس‌جمهور فعلی لوئیس ایناسیو لولا دا سیلوا است. رئیس‌جمهور وزرای کشور را که در دولت همکاری می‌کنند منصوب می‌کند.